# Ad calendas graecas

Ad calendas graecas este o expresie în latină care apare în lucrarea „De vita XII Caesarum”, 87 (Viața celor 12 Cezari) a istoricului roman Suetoniu, și care poate fi literalmente tradusă ca „la calendele grecești”.

## Origine și semnificație
Expresia latinească ce se traduce prin „la calendele grecești” reprezintă o prescurtare a expresiei, mult mai explicită, „ad calendas graecas solvere”: „a plăti la calendele grecești”.
Calendele, la romani, desemnau prima zi a lunii, zintâiul, cum se spune la români, în popor. Totodată, această primă zi reprezenta și ziua care era fixată pentru plata datoriilor.
Rău-platnicii spuneau, cu ironie sau în derâdere, că ei vor plăti „ad calendas graecas”, deoarece grecii nu aveau calende. Așadar, această expresie era echivalentă cu... niciodată.
Istoricul Suetoniu relata că inclusiv împăratul Augustus oferea adesea un astfel de răspuns creditorilor săi.
Această vorbă a rămas și astăzi, tot pentru a exprima ironic sau cu supărare: niciodată! În limba română, cu aceeași semnificație, s-au creat și expresii ca: la paștele cailor, la Sfântuʼ Așteaptă, la moșii verzi etc.

## Legături externe
- „Ad calendas graecas” la citate celebre cogito.ro, accesat pe 10 mai 2015